# Ribbed - Live in a Dive
Ribbed - Live in a Dive è il terzo album live del gruppo punk rock statunitense NOFX, pubblicato il 3 agosto 2018 come ottavo della serie Live in a Dive della Fat Wreck Chords.
L'album è stato registrato il 13 dicembre 2012 al Mayan Theater di Los Angeles e contiene la versione live delle canzoni dell'album del 1991 Ribbed.

## Tracce
LP (FAT902-1)
Lato A (That)
1. Green Corn
2. The Moron Brothers
3. Showerdays
4. Food, Sex & Ewe
5. Just the Flu
6. El Lay
7. New Boobs

Lato B (This)
1. Cheese/Where's My Slice?
2. Together on the Sand
3. Nowhere
4. Brain Constipation
5. Gonoherpasyphilaids
6. I Don't Want You Around
7. The Malachi Crunch

CD (FAT902-2)
1. Green Corn – 2:41
2. The Moron Brothers – 2:50
3. Showerdays – 2:38
4. Food, Sex & Ewe – 2:48
5. Just the Flu – 2:10
6. El Lay – 2:10
7. New Boobs – 4:16
8. Cheese/Where's My Slice? – 2:16
9. Together on the Sand – 1:33
10. Nowhere – 1:33
11. Brain Constipation – 2:42
12. Gonoherpasyphilaids – 2:21
13. I Don't Want You Around – 2:59
14. The Malachi Crunch – 3:49

## Formazione

### Gruppo
- Fat Mike - basso e voce
- El Hefe - chitarra elettrica e voce
- Eric Melvin - chitarra elettrica
- Erik Sandin - batteria

### Produzione
- Kent Jamieson - ingegneria del suono
- Cameron Webb - missaggio